# Оффа (король Ессексу)
Оффа (*Offa, д/н —після 709) — король Ессексу в 709 році.

## Життєпис
Походив з династії Есквінінгів. Син Сігера, короля Ессексу, та Осіти Мерсійської. Про дату народження та молоді роки нічого невідомо. За час панування королів Сігеґерда і Свефреда Оффа керував якимись землями в Ессексі і Гвікке і навіть підписував свої хартії, використовуючи титул короля, хоча, швидше за все, не мав такої влади.
У 709 році Оффа став королем. Можливо це сталося після смерті Свефреда. Деякий час був співкоролем разом зі стрийком Сігеґердом. На думку дослідників міг стати одноосібним королем. Але підтвердженню цього немає. Оффа під тиском Кенреда визнав зверхність Вессексу, передавши останнього землі біля Лондону.
Беда Преподобний описує його як прекрасного і щирого юнака, найбільше гідного, щоб бути королем. Того ж року Оффа разом з Кенредом, королем Мерсії, здійснив паломництво до Риму. Там Оффа постригся в ченці. Дата смерті невідома.